# Gilberto Isfar y Corillas
Gilberto Isfar y Corillas (Palermo, XVI secolo – Roma, 15 aprile 1600) è stato un vescovo cattolico italiano.

## Biografia
Palermitano, dei baroni di Siculiana, fu eletto vescovo di Siracusa nel 1574.
Nel 1578 fu trasferito alla Chiesa di Patti che resse per 22 anni. A Patti si adoperò per rivendicare i diritti della mensa vescovile contro le terre di Librizzi e Gioiosa. A lui si deve il primo germe a Patti del Seminario; egli infatti nel 1588 stabilì una rendita stabile per il mantenimento di un maestro di grammatica e di canto per l'istruzione dei chierici. Nel 1584, contro il parere del Capitolo dei canonici, fece erigere il campanile della Cattedrale.
Sulle orme dei predecessori Albertin e Sebastian, e secondo le norme del Concilio di Trento, celebrò nel 1584 il terzo sinodo diocesano, promulgando norme per i chierici, i laici e i religiosi. Visitò più volte la diocesi amministrando la giustizia civile e penale ed emanando norme anche per medici, ostetriche e notai. Inaugurò nel 1593 la serie delle Relationes ad limina della diocesi pattese.
Morì il 15 aprile 1600 a Roma, dove si era recato per la visita ad limina e forse per il giubileo.